# آیزاک کوپر
آیزاک کوپر (انگلیسی: Isaac Cooper؛ زادهٔ ۷ ژانویهٔ ۲۰۰۴) شناگر اهل استرالیا است.
وی در مسابقات کشوری و بین‌المللی در مجموع برندهٔ ۱ مدال برنز شده است.